# Frontier (Dakota del Norte)
Frontier es una ciudad ubicada en el condado de Cass en el estado estadounidense de Dakota del Norte. En el censo de 2010 tenía una población de 214 habitantes y una densidad poblacional de 444,23 personas por km².

## Geografía
Frontier se encuentra ubicada en las coordenadas 46°48′2″N 96°49′59″O / 46.80056, -96.83306. Según la Oficina del Censo de los Estados Unidos, Frontier tiene una superficie total de 0.48 km², de la cual 0.48 km² corresponden a tierra firme y (0%) 0 km² es agua.

## Demografía
Según el censo de 2010, había 214 personas residiendo en Frontier. La densidad de población era de 444,23 hab./km². De los 214 habitantes, Frontier estaba compuesto por el 98.6% blancos, el 0.93% eran afroamericanos, el 0% eran amerindios, el 0% eran asiáticos, el 0% eran isleños del Pacífico, el 0% eran de otras razas y el 0.47% pertenecían a dos o más razas. Del total de la población el 0.47% eran hispanos o latinos de cualquier raza.